# إلين غرين
إلين غرين (بالإنجليزية: Elaine Green)‏ هي صحفية أمريكية، ولدت في 5 نوفمبر 1940 في بيثل في الولايات المتحدة، وتوفيت في 5 مايو 2014.